# Mas de Solans
El Mas de Solans és una masia del terme municipal d'Isona i Conca Dellà pertanyent al poble d'Isona, de l'antic terme del mateix nom. Està situada al sud i a prop de la vila d'Isona, al marge nord de la carretera C-1412b.